# Alice Superiore
Alice Superiore (piemontesisch Àles) ist eine Fraktion der italienischen Gemeinde (comune) Val di Chy der Metropolitanstadt Turin in der Region Piemont.

## Geografie
Der Ort liegt im Canavese im Val Chiusella, am linken Ufer des Gebirgsflusses Chiusella, 51 Kilometer von Turin entfernt auf einer Höhe von 610 m.s.l.m. Das Dorf befindet sich auf einem Hügel oberhalb des Lago di Alice, circa zwei Kilometer von diesem entfernt.

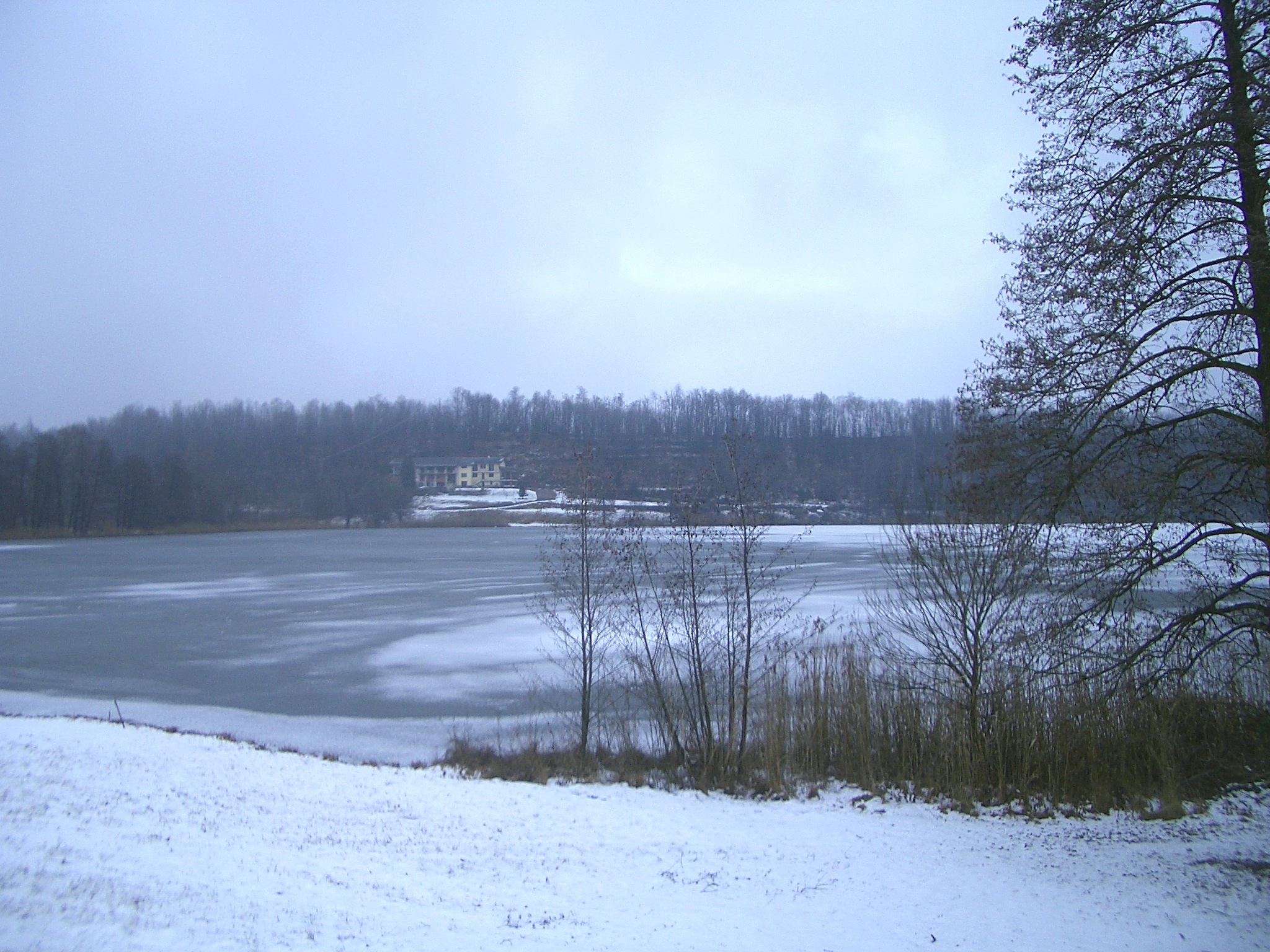
Der See von Alice im Winter

## Geschichte
Alice Superiore war bis 31. Dezember 2018 eine eigenständige Gemeinde und schloss sich am 1. Januar 2019 mit Lugnacco und Pecco zur neuen Gemeinde Val di Chy zusammen. Zum ehemaligen Gemeindegebiet gehörte noch die Fraktion Gauna. Nachbargemeinden waren Trausella, Meugliano, Lessolo, Rueglio, Vico Canavese, Fiorano Canavese, Issiglio, Lugnacco, Pecco und Vistrorio.